# Барашуа
Барашуа —  прибрежная лагуна, частично или полностью отделенной от океана песчаной или галечной полосой. Также может обозначать не лагуну, а саму её косу. Выражение используется в Атлантической Канаде, Сен-Пьере и Микелоне, а также на островах Реюньон и Маврикий. 
Соленая вода может попадать в барашуа во время прилива. Полоса часто образуется в результате отложений наносов в районе дельты реки или, как в случае в Микелоне, в результате образования томболо. 

## Термин
Точное происхождение не ясно. Английский термин происходит от французского, где слово произносится [ba.ʁa.ʃwa] .
Возможно, изначально происходит от баскского слова barratxoa, что означает маленькое заграждение. «Поп-этимология» от французского выражения barre à choir не подтверждается историческими источниками.
В ньюфаундлендском диалекте английского языка это слово произносится (а иногда и пишется) как barrasway.

## Примеры
- Темная гавань, Гран-Манан, Нью-Брансуик (фото)
- Барашуа-де-Мальбе на оконечности полуострова Гаспе, в который впадают одна из двух рек Мальбэ в Квебеке, а также реки Битти, дю Портидж и Мерфи.
- Гранд-Барашуа, о. Микелон
- Гранд-Барашуа, в графстве Уэстморленд, Нью-Брансуик
- Провинциальный парк Барашуа-Понд на западе Ньюфаундленда
- Big Barasway и Little Barasway, общины на берегу мыса Ньюфаундленда
- Национальный Парк Острова Принца Эдуарда содержит несколько барашуа
- Залив Персиваль у Нортумберлендского пролива также известен как Большой Барашуа.
- Бухты лагуны Диего-Гарсия в Индийском океане
- Провинциальный парк Topsail Beach, Консепшен-Бей-Саут
- Бывшее поселение Фрешуотер, залив Дедманс, Сент-Джонс, Ньюфаундленд.
- Великий Барашуа, недалеко от Пети-де-Гра, Новая Шотландия